# 和乐镇
和乐镇是中华人民共和国海南省万宁市下辖的一个乡镇级行政单位，位于万宁市东北部沿海，是万宁北部重镇，北邻山根镇，南接后安镇，西靠北大镇。全镇总面积80.4平方公里，人口6.4万。和乐镇是万宁地区名贵海鲜产品集散中心，特产和乐蟹（拟穴青蟹的一种）和港北对虾。和乐蟹是海南四大名菜之一。

## 历史沿革
1951年和乐属万宁三区管辖，1952年至1957年属四区，1957年8月成立和乐乡，1958年10月1日归属东风人名公社，1959年12月成立和乐公社，1960年6月和乐公社划出港北公社，1983年9月和乐公社改为社区，1987年改为镇。2002年7月乡镇撤并，原港北镇并入和乐镇。

## 行政区划
和乐镇下辖：
和乐村、乐群村、发兴村、泗水村、封浩村、红旗村、勤赛村、大山村、六连村、罗万村、新田村、西坡村、琉川村、芳市村、水椰村、联丰村、英文村、英豪村、盐墩村、港下村、五星村、港上村和和乐镇农场。